# RESONANCE-T
RESONANCE-Tは、日本の音楽プロデューサー、作曲家。

## 人物と作品
日本の音楽プロデューサー。2002年9月にユニバーサルミュージックジャパンよりリミックスアルバム『YMO TRANCE』をリリース。30,000枚を越える異例の大ヒット作品となり、その後のメジャーシーンでの活躍の布石となる。このアルバムのヒットに続き、フジテレビF1グランプリのテーマソング「TRUTH RESONANCE-T Mix RESONANCE-T featuring T-SQUARE」や、YMO Tranceの続編アルバム『YMO Entrance』などを手がけている。2006年に発売された　ソニー・コンピュータエンタテインメント PlayStationゲーム『キング オブ ファイターズ2』　KOF MAXIMUM IMPACT 2　のオープニングテーマ・エンディングテーマなどもRESONANCE-Tの作品である。

## プロデュース作品
- 『YMO TRANCE』 ユニバーサルミュージック UPCH-1190 2002.
- 『YMO En Trance』 サイトロンデジタルコンテンツ SCDC-00456 2005.8.24
- 『TRUTH RESONANCE-T MIX RESONANCE-T featuring T-SQUARE』 ヴィレッジミュージック VRCL-3344 2003.4.23[1]
- 『KOF MAXIMUM IMPACT2 SOUNDTRACK 』 サイトロンデジタルコンテンツ SCDC-00532.533 2006.6.21
オープニングテーマ『KOF NEXT WARRIOR』エンディングテーマ『REASONS OF THE BATTLE』
- 『永井豪クラブジャム2010 -NAGAI GO CLUB JAM-』 メディアファクトリー 2010.7.7

## 音楽担当
- フジテレビF1グランプリ（CX）2003〜2008
TRUTH RESONANCE-T MIX RESONANCE-T featuring T-SQUARE[1]